# Modulacja amplitudy impulsów

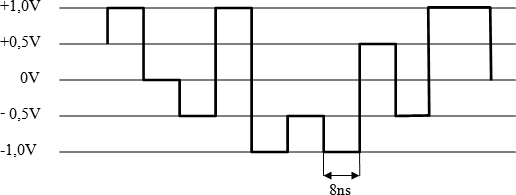
Przykład przebiegu sygnału w pięciopoziomowej modulacji amplitudy (PAM5) stosowanej w 1000BASE-T

Impulsowa modulacja amplitudy, modulacja amplitudy impulsów (ang. Pulse-Amplitude Modulation, PAM) – technika kluczowania, w której informacja kodowana jest w amplitudzie sygnału transmitowanego.
Liczbę poziomów kluczowania oznacza się liczbą stawianą po skrócie np: 
- PAM3 lub PAM-3 – trójpoziomowa modulacja amplitudy, stosowana np. w 100Base-T4,
- PAM4 lub PAM-4 – czteropoziomowa modulacja amplitudy, stosowana np. w  niektórych wariantach 25GBase i 100GBase.
- PAM5 lub PAM-5 – pięciopoziomowa modulacja amplitudy, stosowana np. w 1000Base-T,
- PAM16 lub PAM-16 – szesnastopoziomowa modulacja amplitudy, stosowana np. w 10GBase-T.

Zastosowanie PAM umożliwia zakodowanie więcej niż jednego bitu w jednym takcie kluczowania, co pozwala na zmniejszenie częstotliwości taktowania do przesłania danej informacji lub zwiększenie przepustowości łącza przy ograniczonej szybkości taktowania.
Impulsowa modulacja amplitudy jest szeroko stosowana w transmisji danych cyfrowych w paśmie podstawowym (ang. baseband). Stosowana jest w niektórych protokołach ethernetowych przesyłających dane przez przewody miedziane.
W 100Base-TX stosowane jest kodowanie MLT-3, którego sygnał jest kodowany na 3 poziomach amplitudy sygnału, ale sygnał nie jest przenoszony bezpośrednio przez amplitudę, lecz przez jej zmianę.